# 沙洛文·朗頓
荷西·沙洛文·朗頓·占文尼斯（西班牙語：José Salomón Rondón Giménez，1989年9月16日—），委內瑞拉職業足球員，司職前锋，現效力於西甲球隊奧維多 (帕丘卡外借)。他也效力委內瑞拉國家足球隊。

## 軼事
在2015年西布朗對新特蘭的賽事中，當時效力西布朗的朗當在與對手耶連的一次爭頂中，對方失去平衡頭朝下，朗當見狀隨即伸手抱實對方，並像跳舞一樣把耶連轉了半圈，讓對手雙腳著地避免受傷。在2018年年頭，朗當意外踢斷占士麥卡菲小腿，他當場哭成淚人。2019年的一場英超賽事中當時紐卡素只有一球在手，朗當在禁區左側起右腳抽射，豈料踢中卡迪夫城後衛頭部，對方應聲倒地，當時朗當拿回球，有機會射門或傳球，製造入球威脅，但朗當竟然主動放棄進攻，把球踢出邊線，並迅速走去慰問對方。

## 外部連結
- Málaga official profile
- BDFutbol profile （页面存档备份，存于）
- 沙洛文·朗頓在 National-Football-Teams.com 上的出场纪录
- Salomón Rondón – FIFA國際賽競賽紀錄 (存檔)